# Friedrich Wilhelm Bülow von Dennewitz

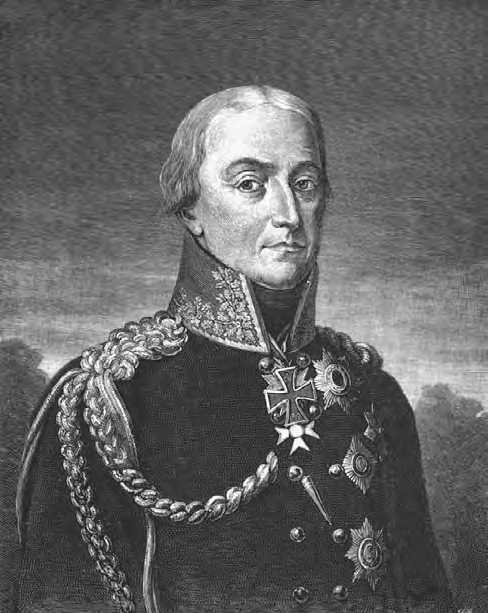
Friedrich Wilhelm Bülow von Dennewitz

Friedrich Wilhelm Freiherr von Bülow, ab 1814 Graf Bülow von Dennewitz, volkstümlich Der allzeit glückliche Bülow (* 16. Februar 1755 in Falkenberg; † 25. Februar 1816 in Königsberg) war ein preußischer General, Kirchenkomponist und Befreiungskämpfer. In den Schlachten bei Luckau, Großbeeren und Dennewitz 1813 verteidigte er Berlin erfolgreich gegen Napoleon. In den Schlachten bei Leipzig 1813 und Waterloo 1815 trug er entscheidend zum Sieg über ihn bei. Daneben komponierte er Kirchenmusik. Bülow gehörte zu den bedeutendsten Feldherren der Befreiungskriege.

## Leben

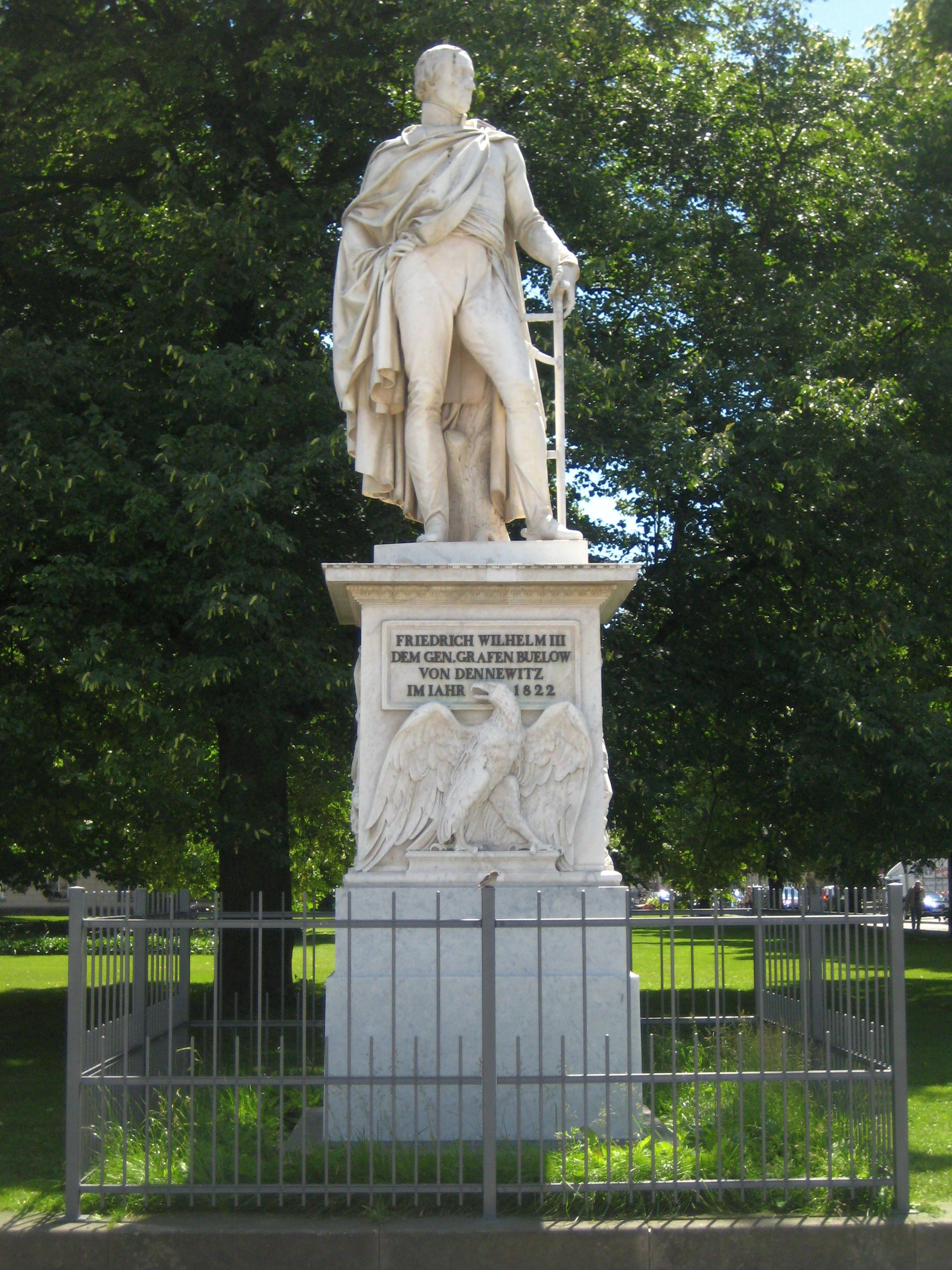
Bülow-Denkmal (1822) von Christian Daniel Rauch in Berlin

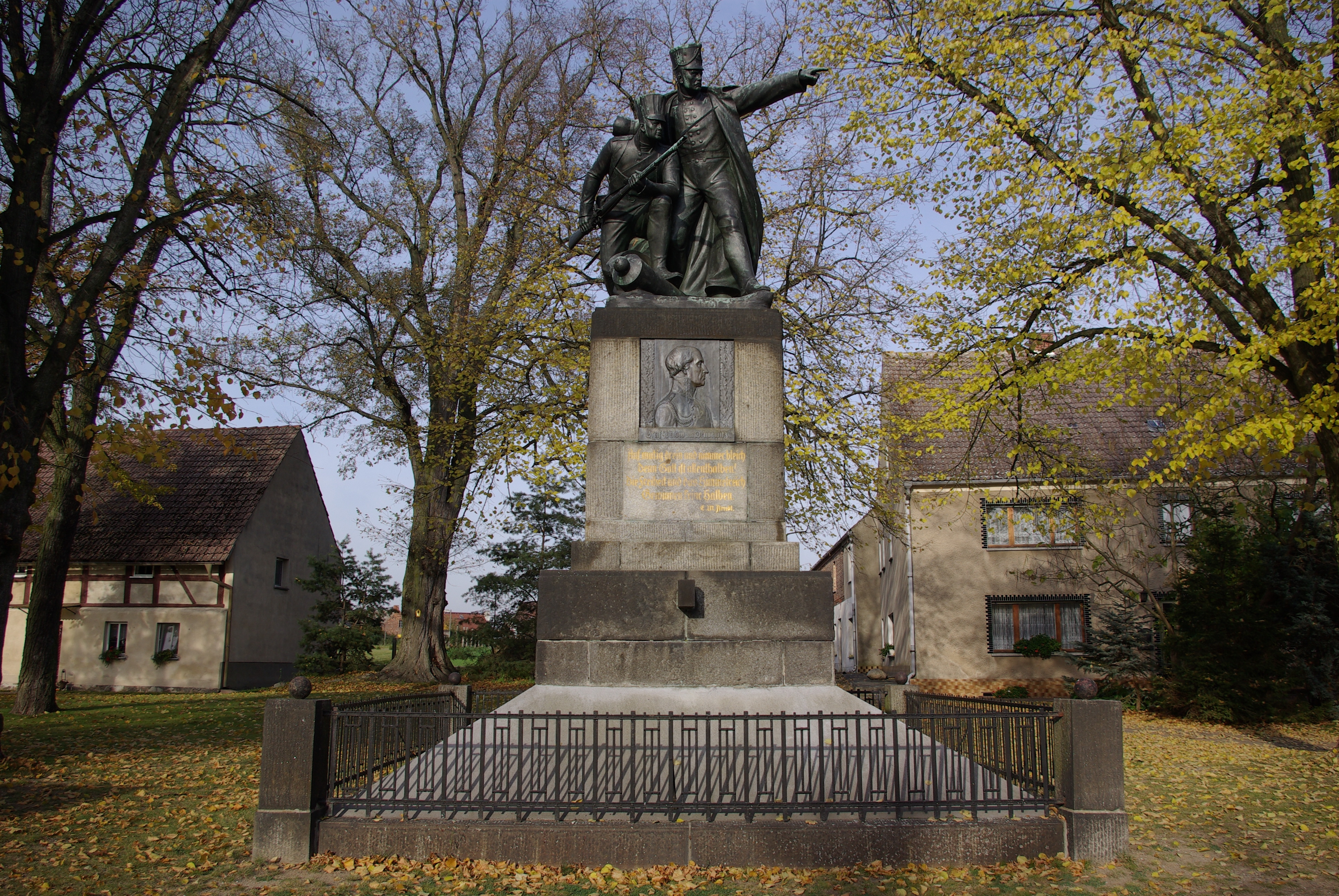
Bülow-Denkmal von Victor Seifert in Dennewitz

### Herkunft
Friedrich Wilhelm kam auf dem Familiengut Falkenberg der Bülows in der Altmark zur Welt. Er war der dritte Sohn von Friedrich Ulrich Arwegh von Bülow (1726–1791) und dessen Ehefrau Sophie, geborene Schultz (1727–1794). Sein gebildeter Vater hatte als Leutnant am Ersten Schlesischen Krieg teilgenommen; er gab Friedrich Wilhelm eine umfassende Erziehung und blieb auch in späteren Jahren noch von bedeutendem Einfluss auf ihn.

### Militärische Laufbahn
Am 2. April 1768 trat Bülow als Gefreiterkorporal in das Infanterieregiment „von Lottum“ Nr. 13 der Preußischen Armee ein. Als Sekondeleutnant (seit 1. April 1778) nahm er mit seinem Regiment am Bayerischen Erbfolgekrieg teil und bewährte sich dabei während des Gefechts bei Leopold.
Als Hauptmann wurde Bülow 1793 zur Dienstleistung beim Prinzen Louis Ferdinand von Preußen kommandiert. Diese Stellung hatte er bis zum Frieden von Basel inne. In der Zwischenzeit kämpfte Bülow im Feldzug 1793/94 bei Kaiserslautern, Eichweiler, Meckenheim, Roth, Herzogenbusch, Altdorf, Fischingen sowie der Belagerung von Mainz. Für den Sturm auf die Zahlbacher Schanze wurde Bülow am 17. Juli 1793 mit dem Pour le Mérite ausgezeichnet.
Nachdem er am 3. April 1794 zum Major befördert worden war, kam er als solcher am 14. November 1795 zum Füsilierbataillon „Stutterheim“ Nr. 21 der 2. Ostpreußischen Füsilierbrigade. Innerhalb der Brigade erfolgte am 12. September 1797 seine Ernennung zum Chef des neu aufgestellten Füsilierbataillons Nr. 24. Kurzzeitig war Bülow ab 15. November 1805 Kommandeur des Infanterieregiments „Prinz Louis“ Nr. 20, kehrte dann aber auf eigenen Wunsch hin am 7. Dezember 1805 wieder zur 2. Ostpreußischen Füsilierbrigade zurück. Dort wurde er am 23. Mai 1806 Oberst. Während des Feldzuges 1806/07 kämpfte Bülow unter L’Estocq bei Thorn und Danzig und wurde am 5. Februar 1807 bei Waltersdorf durch einen Gewehrschuss am linken Arm verwundet. Zuletzt wirkte er als Brigadier in den Truppen des Generalleutnants Blücher.
1808 Generalmajor und 1809 Brigadier der pommerschen Infanteriebrigade waren seine nächsten Posten, hier zunächst unter Blücher und dann unter Yorck. 1812 machte man ihn als Vertreter Yorcks zum stellvertretenden Generalgouverneur von Ost- und Westpreußen.

### Im Feldzug von 1813

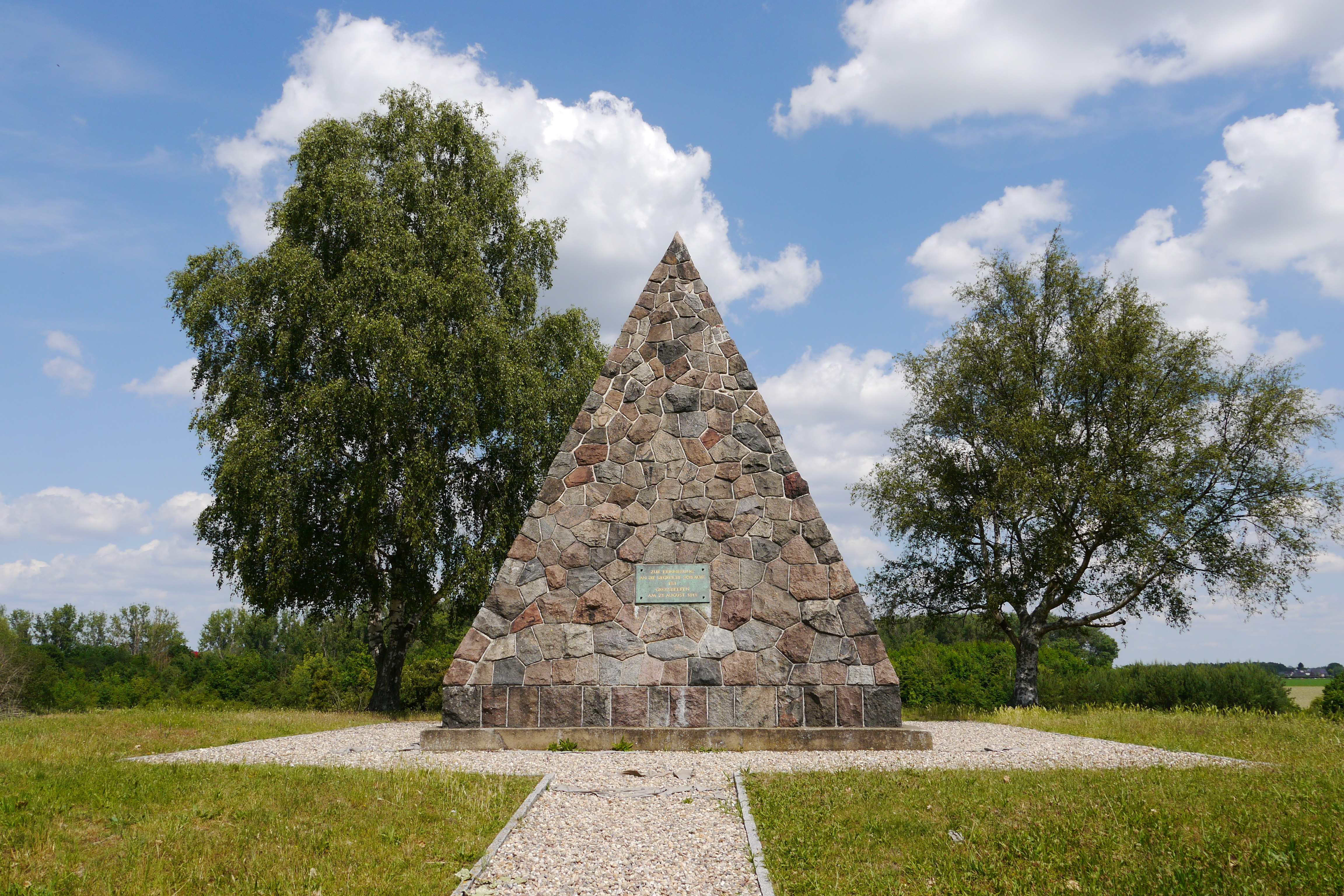
Pyramide zur Erinnerung an die Schlacht bei Großbeeren in Großbeeren

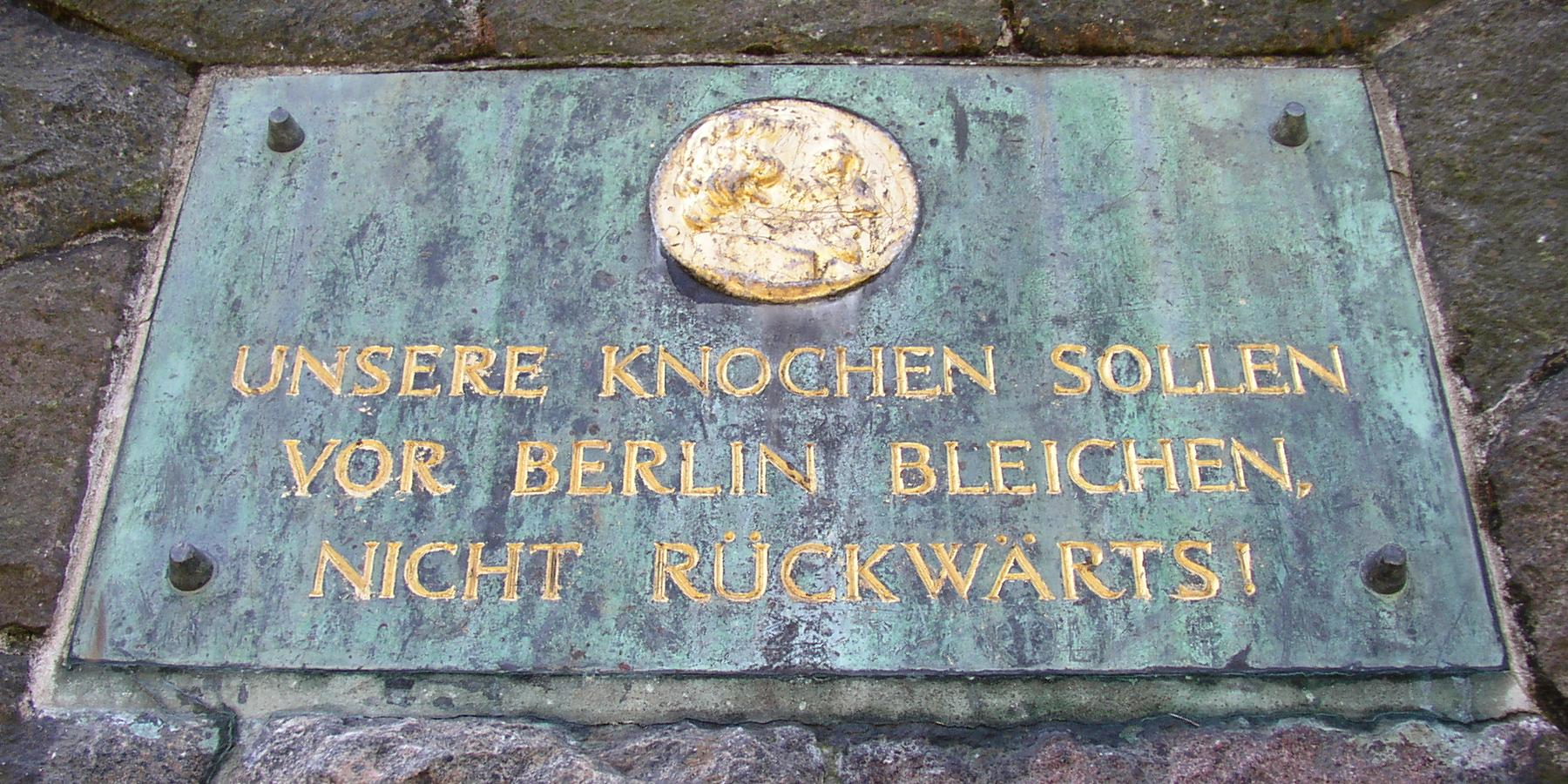
Gedenktafel mit Bülows Worten an der Pyramide

Bülow wurde bei Beginn des Krieges 1813 zum Generalleutnant und Kommandierenden General des III. Armeekorps ernannt. In der Schlacht bei Möckern am 5. April 1813 nahm nur seine Kavallerie teil. Am 2. Mai stürmte er Halle an der Saale und schützte durch seinen Erfolg im Gefecht bei Luckau gegen Marschall Oudinot das von den Franzosen bedrohte Berlin. Nach dem Waffenstillstand im August 1813 wurde sein Korps der Nordarmee des Kronprinzen von Schweden zugeteilt und war damit am Anfang zur Untätigkeit gezwungen. Gegen den Willen des Oberbefehlshabers schlug er am 23. August die Schlacht bei Großbeeren, wo er Oudinot zum zweiten Mal besiegte. Am 6. September schlug er gemeinsam mit Tauentzien die Schlacht bei Dennewitz, in der er den französischen Marschall Michel Ney besiegte und den Franzosen so beträchtliche Verluste zufügte, dass er Berlin damit endgültig retten konnte. Dafür erhielt er das Eichenlaub zum Pour le Mérite. Seitdem wurde er von den Berlinern „der allzeit glückliche Bülow“ genannt, da er als einziger General seiner Zeit nie eine Schlacht verlor.
An der Völkerschlacht bei Leipzig nahm Bülow als Kommandeur des 3. preußischen Korps teil. Er tauchte, von Paunsdorf und Reudnitz her kommend, am 19. Oktober mit seinen Truppen als Erster vor Leipzig auf. Später wandte er sich nach Westen, besetzte Westfalen und eroberte bis Ende Januar 1814 praktisch ganz Holland und Belgien. Bülow wurde dann mit seiner Streitmacht zur Armee des Feldmarschalls Blücher hinzugezogen, der in der Champagne stand. Auf dem Weg dorthin nahm er die Festungen La Fère und Soissons ein und nahm am 9. und 10. März an der Schlacht bei Laon teil. Sein König ehrte seine Verdienste mit der Verleihung des Großkreuzes des Eisernen Kreuzes am 15. September 1813 sowie am 11. Dezember 1813 mit dem Roten Adlerorden I. Klasse.

### Im Feldzug von 1814 und 1815
Bülows Truppen begleiteten den Vormarsch Blüchers nach Paris. Am 3. April 1814 schlug ihn der König zum Ritter des Schwarzen Adlerordens. Schließlich schloss er den Feldzug mit der Erstürmung des Montmartre in Paris ab.
Er wurde zum General der Infanterie ernannt und erhielt am 18. Mai 1814 das Kommandeurskreuz des Maria-Theresia-Ordens.
Am 3. Juni 1814 wurde er unter dem Namen Bülow von Dennewitz in den Grafenstand erhoben.
Am 1. April 1815 erhielt er den Oberbefehl über das IV. Korps der Armee vom Niederrhein, brachte aber seine Truppen versehentlich nicht rechtzeitig zur Schlacht bei Ligny. In der folgenden Schlacht bei Waterloo am 18. Juni war er ein wichtiger Faktor zum schließlichen Sieg über Kaiser Napoleon I. Der britische Feldmarschall Wellington bezeichnete Bülows Einsatz in der Schlacht als „entscheidend“. Am 14. Juli 1815 wurde der Graf per Armeebefehl zum Chef des 15. Infanterie-Regiments ernannt. Der König der Niederlande verlieh ihm am 28. Juli 1815 das Großkreuz des Militär-Wilhelms-Ordens, und König Friedrich Wilhelm III. schenkte ihm 25.000 Taler sowie die Güter Grünhoff, Rudnicken und Neuhausen in Ostpreußen.
Bülow kehrte im Oktober 1815, bereits körperlich gezeichnet, nach Ostpreußen zurück und übernahm dort als Kommandierender General das I. Armee-Korps in Königsberg. Dort starb er bereits wenige Monate später am 25. Februar 1816 an den Folgen einer Erkältung, die er sich bei der Jagd zugezogen hatte.

### Familie
Bülow war zweimal verheiratet. Am 9. November 1802 ehelichte er in Königsberg Auguste Marianne (1780–1807), die Tochter des preußischen Generalmajors Johann Kasimir von Auer. Das Paar hatte folgende Kinder:
- Wilhelmine († 1805)
- Johanna Auguste (* 1806)
- Marianne (* 29. Juni 1807; † 1. Februar 1874) ⚭ Anton Otto Ludwig Leopold Eugen von Bardeleben (* 15. Mai 1797; † 4. April 1884),[6] Sohn von Karl Alexander von Bardeleben

Nach deren Tod heiratete er am 27. Juni 1808 die Schwester seiner ersten Ehefrau Pauline Juliane (1790–1842). Aus der Ehe gingen folgende Kinder hervor:
- Elise Sophie Friederike (1810–1811)
- Rudolf Wilhelm (1811–1812)
- Albert Friedrich (* 7. Dezember 1811; 14. Mai 1887)[7]
- Luise Pauline (* 25. Oktober 1813; † 1905) ⚭ Karl Eduard von Bülow (1803–1853) (Luise wurde Stiefmutter von Hans von Bülow)
- Pauline Wilhelmine Victorie Beerenhilde (* 15. Juli 1815; † 18. August 1867) ⚭ Viktor Karl Ludwig Johann von Klinckowstroem (* 23. August 1813: † 8. November 1876)[8]

### Persönlichkeit
Bülow verweigerte mehrmals Befehle seiner Vorgesetzten Jean Baptiste Bernadotte („Unsere Knochen sollen vor Berlin bleichen, nicht rückwärts!“) und Gebhard Leberecht von Blücher („Herr General, Sie sind gut zum Befehlen, aber schlecht zum Gehorchen!“).
Im besiegten Frankreich erwarb Bülow sich breite Anerkennung, indem er keine Übergriffe auf Zivilisten duldete und Plünderern mit schweren Strafen drohte. Er brachte Blücher von dem Plan ab, den Pont d’Iéna in Paris zu sprengen, da es keinen Sinn habe, den Hass der Franzosen zu provozieren. Der französische König Ludwig XVIII. verlieh Bülow daraufhin den militärischen Verdienstorden.

## Ehrungen
1822 wurde das Bülow-Denkmal von Christian Daniel Rauch links neben der Neuen Wache in Berlin enthüllt, das als ein Meisterwerk der Berliner Bildhauerschule gilt.
Kaiser Wilhelm II. verlieh dem Infanterie-Regiment Nr. 55 am 27. Januar 1889 zum bleibenden Andenken den Namen Infanterie-Regiment „Graf Bülow von Dennewitz“ (6. Westfälisches) Nr. 55. Er ist zudem Namensgeber der Bülowstraße in Köln, Leipzig, Kiel-Blücherplatz und einer großen Anzahl weiterer Bülowstraßen in anderen Ortschaften. Im Berliner Generalszug ist der „Dennewitzplatz“ mittelbar auch nach ihm, und die sich anschließende „Bülowstraße“ direkt benannt; nebst weiterer Bülowstraßen sowie ein vormaliger „Bülowplatz“. Ein Reichspostdampfer der Feldherren-Klasse erhielt den Namen „Bülow“. In der Befreiungshalle in Kelheim ist sein Name auf einer der Feldherrentafeln genannt. Im Leipziger Stadtteil Reudnitz erinnert der Apelstein Nr. 42 an Bülow.
Außerdem wurden die Bülow-Pyramide (1906) in Großbeeren und das Bülow-Denkmal (1913) in Dennewitz ihm zu Ehren errichtet.

## Wappen

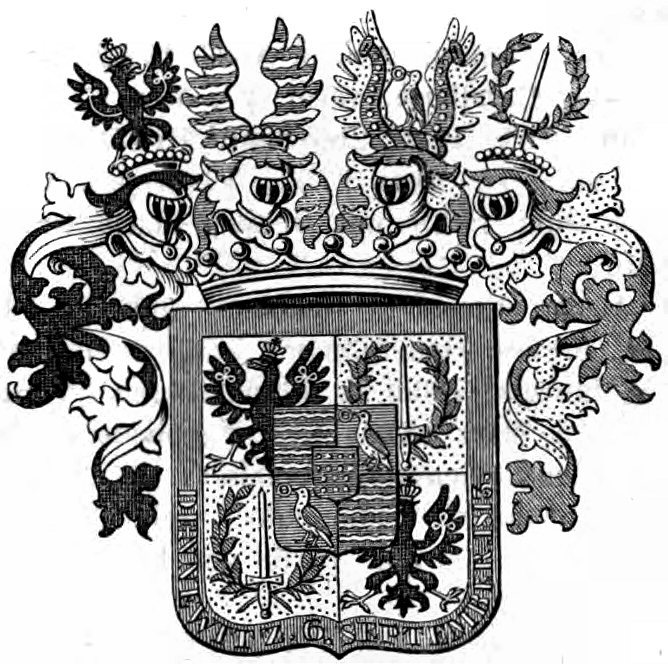
Wappen der Grafen Bülow von Dennewitz 1814

1814: Quadrierter Schild mit roter Einfassung und mit Mittelschild. Der Mittelschild ist ebenfalls quadriert mit Herzschild. Dieses Herzschild zeigt in Blau vierzehn goldene Pfennige, oder Kugeln, 4, 4, 3, 3 (wohl auch 4, 4, 3, 2, 1). 1 und 4 in Blau fünf silberne wellenweise gezogene schmale Balken oder Faden; 2 und 3 in Blau ein rechtsgewendeter blauer Vogel mit goldener Brust, einen goldenen, mit einem Diamant gezierten Bing im Schnabel haltend. 1 und 4 des Hauptschildes in Silber der preußische schwarze Adler ohne Szepter und Reichsapfel; 2 und 3 in Gold ein aus zwei Zweigen gebildeter, oben offener Lorbeerkranz, und vor diesem aufrechtstehend ein Schwert mit goldenem Griffe. Der rote Schildesrand enthält in der unteren Hälfte die Worte: Dennewitz. 6. September 1813. Den Schild deckt eine Grafenkrone, auf welcher vier Helme stehen, von denen der rechte, der zweite und der linke mit einer Grafenkrone geziert sind. Auf dem rechten Helme steht der preußische schwarze Adler einwärtssehend; auf dem zweiten ein offener, blauer Flug, dessen Flügel mit den Balken des 1. und 4. Feldes des Mittelschildes belegt sind. Der dritte Helm ist mit einem blau-goldenen Wulste besetzt und trägt zwischen zwei goldenen Flügeln, von welchen jeder mit einem blauen Büffelshorn und dieses wieder mit sieben goldenen Pfennigen oder Kugeln belegt ist, den Vogel des 2. und 3. Feldes des Mittelschildes. Auf dem linken Helme steht das Schwert mit dem Lorbeerkranze, wie im 2. und 3. Felde des Hauptschildes. Die Decken des rechten Helmes sind silbern und schwarz, die des zweiten silbern und blau, des dritten golden und blau, und des linken golden und grün.

## Werke (Auswahl)
Neben dem Kriegshandwerk beschäftigte sich Bülow mit den schönen Künsten. Er komponierte Kirchenmusik, darunter eine Messe, mehrere Motetten sowie den 51. und den 100. Psalm in einer Übersetzung von Moses Mendelssohn: Jauchzet dem Herrn alle Welt in F-Dur (RISM ID: 452009006).